# Geneleos
Geneleos (griechisch Γενέλεως) war ein antiker griechischer Bildhauer, der auf der Insel Samos tätig war. Mit der nach ihm benannten Geneleos-Gruppe leistete er einen bedeutenden Beitrag zur Entwicklung der griechischen Bildhauerei. Sie gilt als einer der Höhepunkte der samisch-archaischen, ja ionischen Bildhauerkunst.

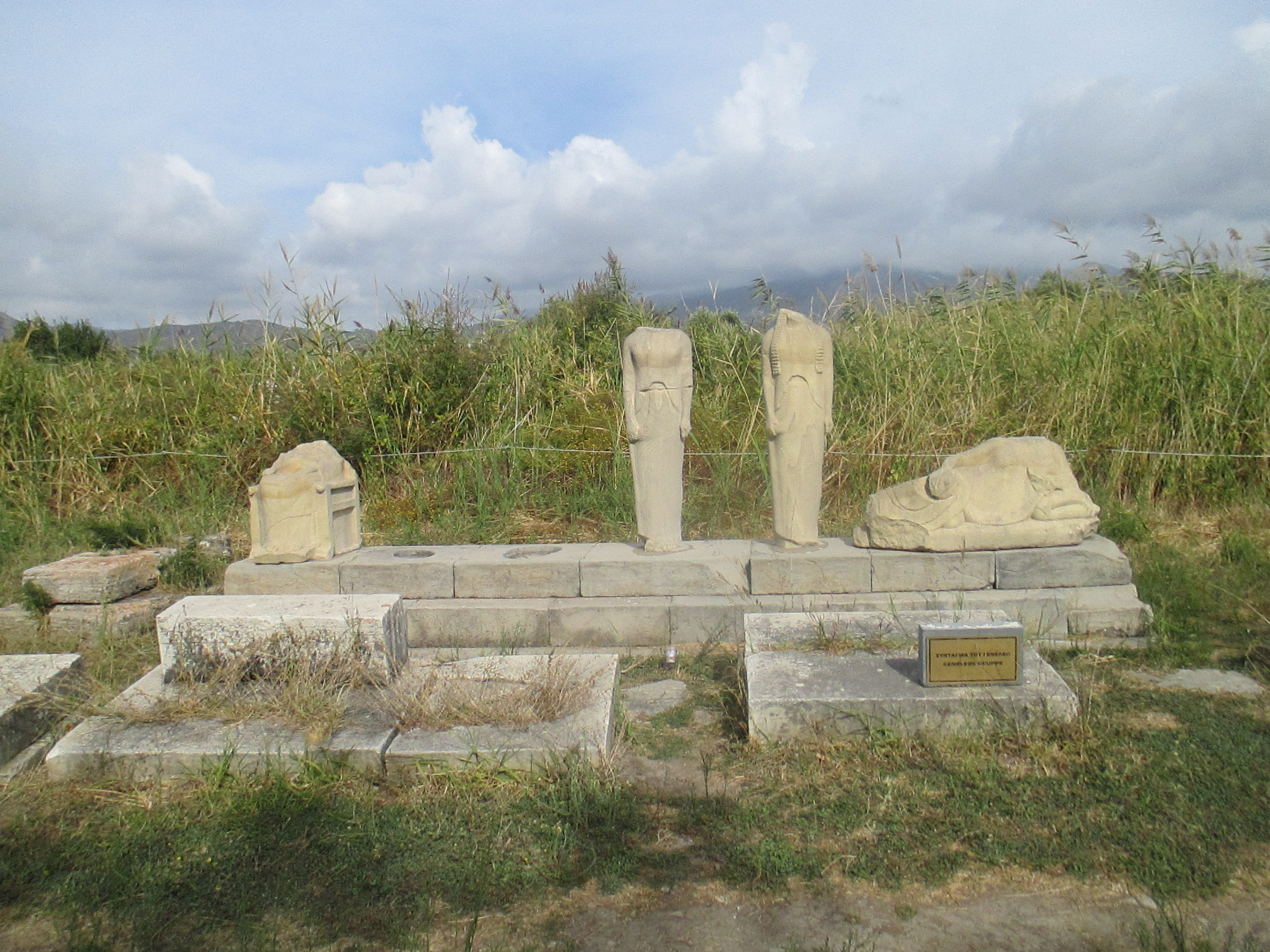
Rekonstruktion der Gruppe am originalen Aufstellungsort im Heraion von Samos

Über das Leben des Geneleos ist heute nichts mehr bekannt. Bekannt ist er nur durch seine Signatur auf der Geneleos-Gruppe, ein zweites Werk wird ihn aufgrund stilistischer Vergleiche zugeschrieben. Die Werke werden in das zweite Viertel des 6. Jahrhunderts v. Chr., eher zur Mitte des Jahrhunderts hin, datiert. Die Geneleos-Gruppe ist vom Bildhauer signiert (griechisch ΗΜΑΣ ΕΠΟΙΗΣΕ ΓΕΝΕΛΕΩΣ – Geneleos hat uns geschaffen), was einen gewissen Schöpferstolz zum Ausdruck bringt.

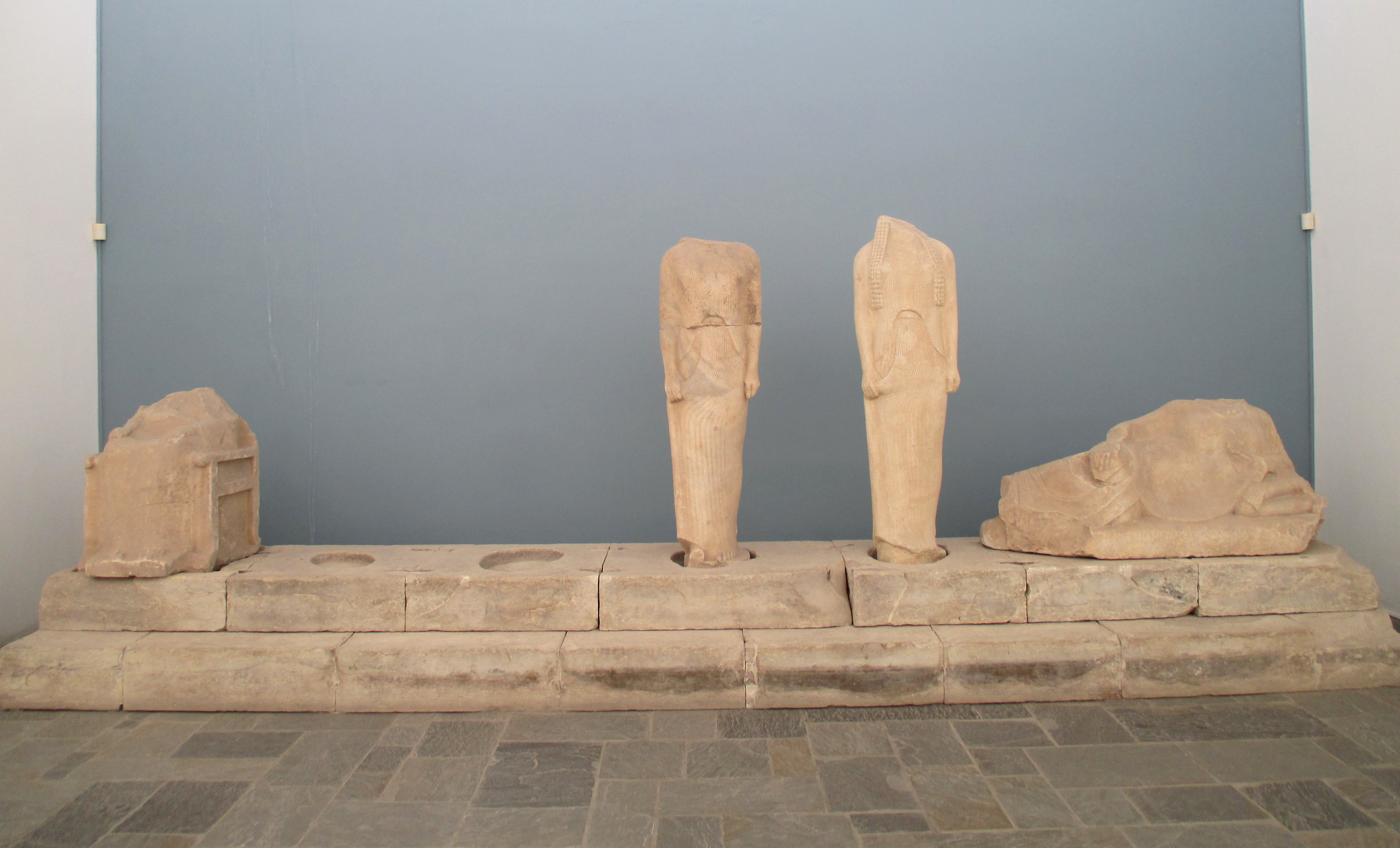
Rekonstruktion der Gruppe im Museum von Vathi; die Figur der Ornithe (neben der Figur des Gelagerten Vaters rechts) ist ein Gipsabdruck

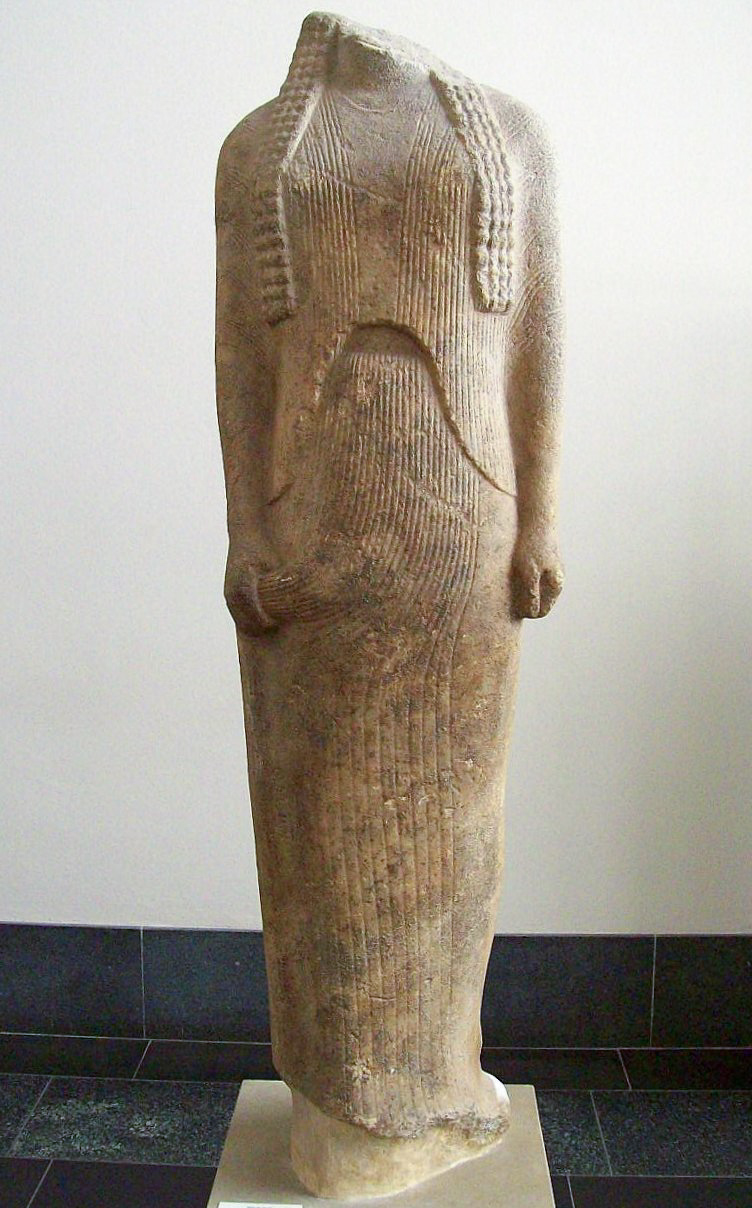
Statue der Ornithe in Berlin

Abgesehen von der Statue der Ornithe, die sich heute in der Antikensammlung Berlin befindet und im Alten Museum auf der Museumsinsel ausgestellt wird, befinden sich die erhaltenen Teile des Grabkomplexes und der zugehörigen Familiengruppe im Heraion von Samos und dem zugehörigen Museum der Insel in Vathy. Von den ehemals sechs Statuen sind noch vier erhalten, zudem Fragmente der beiden übrigen. Von rechts gesehen gab es zunächst die gelagerte Statue des Familienvaters […]ilarches, dann folgten die Statuen der Töchter Ornithe und Philippe sowie eine dritte nur noch fragmentarisch erhaltene Mädchenfigur. Von der Statue eines Jünglings ist nur noch die Fußpartie erhalten. Den Abschluss bildet die thronende Familienmutter Philea. Vergleiche mit anderen Werken zeigen deutlich, dass Geneleos bei seinen Werken stark der Tradition der samischen Bildhauerschule verhaftet ist. So sind die Körper wie in der ionischen Bildhauerei üppig herausgearbeitet und die Gewandfalten sind minutiös herausgearbeitet, die Stofffülle als geradezu üppig zu bezeichnen. Dennoch sind deutlich von ihm eingeführte Neuerungen zu erkennen. So lässt er seine Koren ob der Stofffülle mit der rechten Hand ihr Gewand raffen, zudem zeigen sie eine leicht angedeutete Schrittstellung, die das übliche völlig starre Korenschema durchbricht. Nach derzeitigem Stand der Forschung müssen diese Neuerungen direkt Geneleos zugeschrieben werden.
Familiengruppen waren zu dieser Zeit eine Neuerung, aber keine Erfindung des Geneleos. Beispielsweise die Cheramyes-Gruppe, in deren Tradition auch die Korenfiguren stehen, ist etwas eher anzusetzen. Doch setzt die Weiheinschrift mit ihrer wir-Formulierung noch einmal einen ganz besonderen Akzent. Sie zeigt sowohl das Selbstbewusstsein des Künstlers als auch die Wertschätzung durch die Gemeinschaft. Auch die großplastische Statue des gelagerten Vaters war keine Erfindung des Bildhauers, doch war sie zu dieser Zeit eine recht neue Erscheinung, die von ihm aufgenommen wurde.
Die Zuweisung einer weiteren Kore ist in der Forschung umstritten. Forscher, die die Zuschreibung befürworten, sehen in ihr ein Frühwerk des Künstlers, ablehnende Forscher ein späteres Werk eines weniger talentierten Bildhauers.